# Заполярний (Надимський район)
Заполя́рний (рос. Заполярный) — селище міського типу у складі Надимського району Ямало-Ненецького автономного округу Тюменської області, Росія. Адміністративний центр та єдиний населений пункт Заполярного міського поселення.

## Історія
Селище утворене на базі Нидинского лінійного виробничого управління магістральних газопроводів (ЛВУ МГ) ТОВ «Тюменьтрансгаз». 18 грудня 1984 року робітники БМУ-14 Уренгойського тресту НГПС на всюдиходах прибули на місце, де згодом звели селище. Ними були поставлені перші вагончики, підготовлені майданчики для посадки вертольотів, що доставляють обладнання для будівництва.
1985 року утворено Нидинське ЛВУ МГ. У березні 1986 року почався монтаж на фундаменті газоперекачувальних агрегатів компресорного цеху «Ямбург — Єлець-1», який був запущений 25 липня. Одночасно в експлуатацію здавалися гуртожитку і упорядковані будинки Бамовського типу. У квітні-травні на станцію прибула група молодих фахівців — інженерів, які стали першими працівниками утвореного підприємства «Нидинське лінійне виробниче управління магістральних газопроводів».
Житлове селище росло і розвивалося разом з підприємством, приїжджали нові фахівці з дітьми, для яких в новому гуртожитку була виділена кімната — імпровізований дитячий сад, офіційно відкрився в лютому 1988 року. 1 вересня 1987 року було відкрито початкову школу, 1988 року школа стала восьмирічною, ще через два роки — середньою.
3 червня 1998 року селищу надано статус селища міського типу.

## Населення
Населення — 926 осіб (2017, 1024 у 2010, 995 у 2002).

## Економіка
- Середня школа, дитячий садочок-ясла, будинок культури, готель, аптека, фізкультурно-оздоровчий комплекс.

Автомобільне сполучення з Надимом. Відстань до Надима — 225 км, до селища Пангоди — 90 км, до Нового Уренгоя — 220 км.